# Arne Lundström

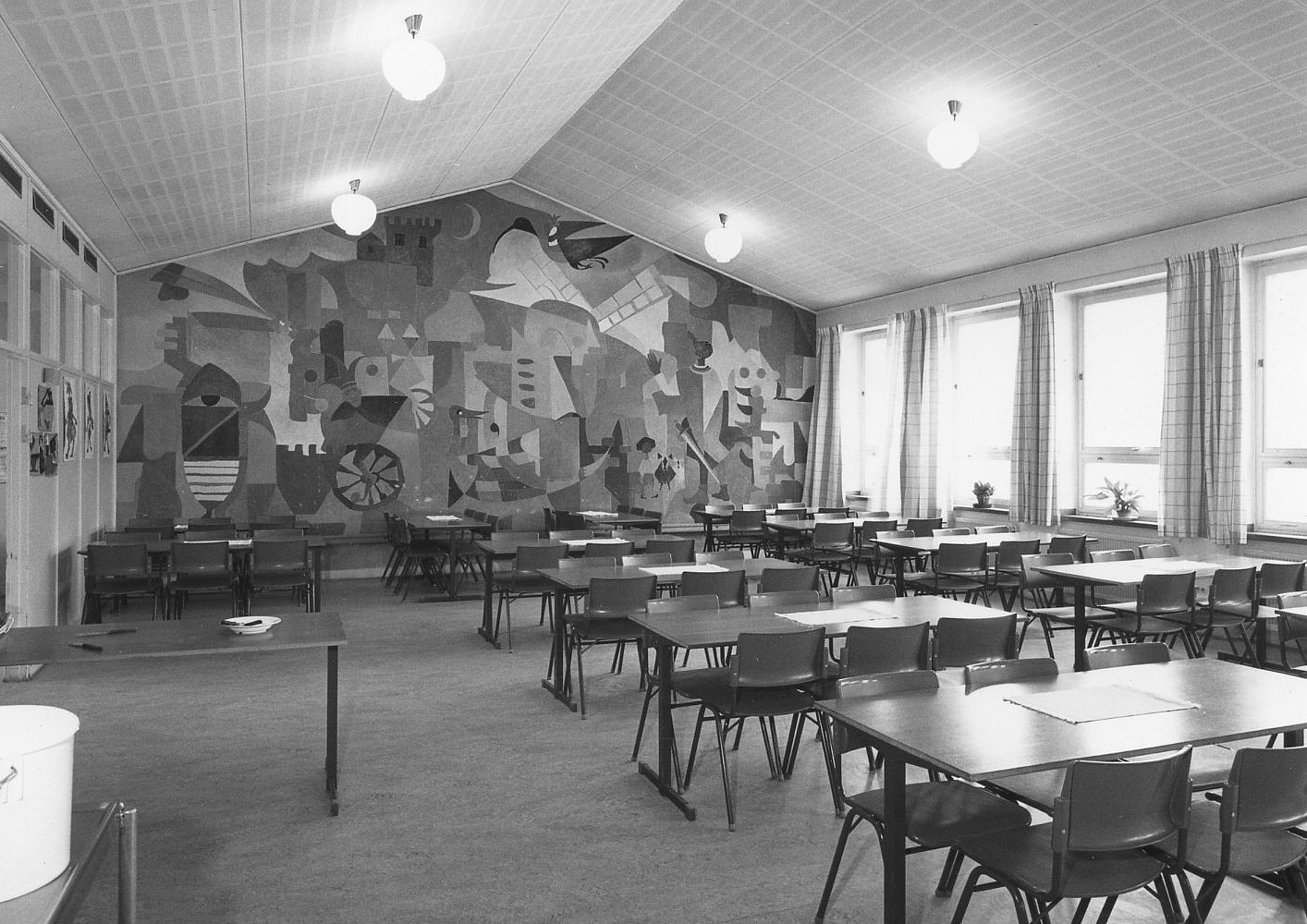
Väggmålning i Bandhagens skolas matsal, 1956.

Erik Arne Lundström, född 21 september 1914 i Hargs församling i Stockholms län, död 11 oktober 2003 i Borlänge, Dalarnas län, var en svensk målare och grafiker.

## Biografi
Arne Lundström var son till järnverksarbetaren Carl Melker Lundström och Hanna Ekström samt från 1954 gift med Ulla Maria Blomberg. Lundström studerade vid Otte Skölds målarskola 1937–1938 och vid Konsthögskolan 1938–1945 samt under studieresor till bland annat Frankrike, Norge och Spanien. Separat ställde han ut på Galleri Brinken i Stockholm 1950 och tillsammans med Arne Klingborg ställde han ut på SAAB i Linköping 1951.
Arne Lundström medverkade i samlingsutställningar med Dalarnas konstförening, Dalarnas konstnärsklubb, Borlänge konstförening, Sveriges allmänna konstförening och i Nationalmuseums Unga tecknare Bland hans offentliga utsmyckningar märks en monumentalmålning i trapphuset på Gideonsbergsskolan i Västerås, en väggmålning för Bandhagens skola i Stockholm, Borlänge stadsbibliotek, Ludvika lasarett och ett porträtt av Karl-Erik Forsslund på Brunnsviks folkhögskola. Han tilldelades ett resestipendium från Helge Ax:son Johnsons stiftelse 1954. Hans konst består av stilleben, figurframställningar och landskap samt verk utförda i nonfigurativ stil utförda i olja, al fresco, al secco, pastell, akvarell och lavering. Vid sidan av sitt eget skapande medverkade han som illustratör i tidskrifterna Vi och Röster i radio. Lundström är representerad vid Moderna museet och Dalarnas museum.